# 케빈 쿠라니
케빈 데니스 쿠라니(독일어: Kevin Dennis Kurányi, 1982년 3월 2일, 브라질 리우데자네이루 ~ )는 독일의 전 축구 선수로, 포지션은 스트라이커이다.

## 경력
브라질의 리우데자네이루에서 헝가리계 독일인 아버지와 파나마인 어머니 사이에서 태어났다. 이 때문에 쿠라니는 브라질, 독일, 파나마의 3개 국적을 가지고 있으며, 그의 아버지는 호텔 경영자였다. 쿠라니는 6살 때부터 현지 클럽에서 축구를 시작하였다.
그의 나이 14세 때에 아버지의 고향 독일 슈투트가르트로 건너가 1997년, 독일의 축구 팀 VfB 슈투트가르트에 입단하였다. 당초에는 슈투트가르트 B팀에서 뛰었지만, 2001년에 정식으로 팀과 계약을 맺었다. 2001-02 시즌에는 5경기 정도 출장할 정도였지만, 2002-03 시즌에 갑자기 두각을 나타내 32경기에 출장해 15골을 득점하였다. 이로 인해 전 시즌 8위로 침체되었던 팀을 푸스발-분데스리가 2위에 올려놓았고, 자신은 득점 순위 4위에 올랐다. 또한 독일 축구 국가대표팀을 선택하여 2003년 3월 29일 리투아니아 축구 국가대표팀과의 경기에서 데뷔하였다. 그 후에도 계속 대표로 발탁되어 유로 2004와 2005년 FIFA 컨페더레이션스컵에도 출장하였다.
2005년에는 FC 샬케 04로 이적해 2005-06 시즌부터 샬케에서 뛰기 시작하였다. 그러나, 2006년 FIFA 월드컵에선 주위의 예상을 뒤엎고 국가대표팀 선수 명단에 포함되지 못했다. 2008년 10월 러시아와의 예선전 이후 계속해서 대표팀에 발탁되지 못하고 있다. 당시 경기에 출전하기 못하자 하프 타임에 갑자기 경기장을 떠나 대표팀 숙소가 아닌 집으로 돌아갔다. 이 때문에 요아힘 뢰프 감독과 사이가 틀어졌으며 뢰프 감독은 그를 대표팀에 다시는 뽑지 않겠다고 선언했다.
2010년 5월 9일, 그는 샬케 04에서 FC 디나모 모스크바로 이적하여, 2010-2011년부터는 디나모 모스크바의 선수로 뛰게 되었다.